# Tours préliminaires de la coupe de Belgique de football 2011-2012
Cette page présente le déroulement et les résultats des cinq premiers tours préliminaires de la Coupe de Belgique 2011-2012. Ces tours furent joués du 31 juillet au 28 août 2011 soit un total de 261 rencontres.
Une équipe, désignée par tirage au sort, fut exemptée du premier tour.
Pour les résultats de l'épreuve à partir des seizièmes de finale: voir Coupe de Belgique de football 2011-2012.

## Fonctionnement - Règlement
La Coupe de Belgique est jouée par matches à élimination directe. Les équipes de Division 1 (Jupiler Pro League) ne commencent l'épreuve qu'à partir des seizièmes de finale.
Pour l'édition 2011-2012, cinq tours préliminaires concernèrent 277 clubs issus de tous les niveaux inférieurs à la Jupiler Pro League.
Ces 277 équipes provenaient des divisions suivantes :
- 159 clubs provinciaux
- 64 clubs de Promotion
- 36 clubs de Division 3
- 18 clubs de Division 2

Les 16 équipes qualifiées à l'issue du 5e tour affrontent un des 16 clubs de D1 lors des 1/16 de finale.

### Groupes géographiques
Lors des deux premiers tours, les équipes sont placées en groupes selon des critères géographiques (provinces et/ou provinces proches). À partir du 3e tour, il n'y a plus de critères géographiques.

### Inversion du tirage au sort
Le règlement autorise deux clubs à inverser, de commun accord, l'ordre du tirage initial. Au fil des tours, cette pratique est fréquente. Il est bon de savoir qu'en Coupe de Belgique, les recettes aux guichets sont partagées équitablement entre les deux clubs. Un club d'une série inférieure trouve souvent son compte en acceptant de se déplacer chez un adversaire jouant plus haut dans la hiérarchie. La Fédération peut aussi rendre obligatoire cette inversion (ou exiger la tenue du match dans un autre stade) si les conditions de sécurité ne sont pas remplies par l'enceinte devant initialement accueillir la partie.

### Prolongation (Prol) - Tirs au But (T au B)
Lors des TROIS premiers tours, il n'est pas joué de prolongation. En cas d'égalité à la fin du temps réglementaire, il est procédé immédiatement à une séance de tirs au but pour désigner le club qualifié. Cette disposition réglementaire est induite par le fait que ces tours initiaux se jouent en reprise de saison et que les clubs ne disposent ni de l'entièreté de leur noyau (vacances), ni de la préparation suffisante pour "tenir" efficacement durant 120 minutes.

### Légende pour les clubs provinciaux
- (Anv-) = Province d'Anvers
- (Bbt-) = Province du Brabant (resté unitaire pour le football)
- (OVl-) = Province de Flandre orientale
- (WVl-) = Province de Flandre occidentale
- (Hai-) = Province de Hainaut
- (Lim-) = Province du Limbourg
- (Liè-) = Province de Liège
- (Lux-) = Province du Luxembourg
- (Nam-) = Province de Namur

Le chiffre renseigne la division concernée (1, 2, 3 ou 4).
Pour les résultats de l'épreuve à partir des seizièmes de finale: voir Coupe de Belgique de football 2011-2012.

### Légende pour les clubs nationaux
- (P) = Promotion
- (III) = Division 3
- (II) = Division 2

## 1ertour
Pour les résultats de l'épreuve à partir des seizièmes de finale: voir Coupe de Belgique de football 2011-2012.
Ce premier tour est programmé le dimanche 31 juillet 2011 à 16 h 00. Toutefois, à la suite d'accords entre les clubs concernés, certaines parties se joueront le samedi 30. L'inversion du tirage au sort est possible en cas d'accords entre les deux équipes.
Lors de cette manche inaugurale, 111 rencontres sont disputées par 222 équipes. Une 223e est exemptée.

### Groupe 1
- 32 clubs - 16 matches, concerne les équipes de Flandre occidentale (17) et du Hainaut (3) et 12 équipes évoluant en Promotion (P)

| N° match | Équipe 1                         | Équipe 2                     | Score 90 min | T au B |
| -------- | -------------------------------- | ---------------------------- | ------------ | ------ |
| 1        | K. VK Ieper (P)                  | K. FC Langemark (WVl-1)      | 3-0          |        |
| 2        | R. Knokke FC (WVl-1)             | OMS Ingelmunster (WVl-1)     | 0-0          | 2-4    |
| 3        | FC Gullegem (WVl-1)              | K. SC Blankenberge (WVl-1)   | 3-2          |        |
| 4        | K.SV De Ruiter Roeselare (WVl-2) | K. FC Sparta Petegem (P)     | 0-0          | 4-3    |
| 5        | K. VK Avelgem (WVl-2)            | Sporting West Harelbeke (P)  | 0-2          |        |
| 6        | K. SK Oostnieuwkerke (WVl-1)     | K. FC Izegem (P)             | 1-5          |        |
| 7        | K. SV Rumbeke (WVl-1)            | K. SC Wielsbeke (P)          | 1-1          | 2-3    |
| 8        | K. VC Wingene (P)                | K. Sassport Boezinge (WVl-1) | 1-2          |        |
| 9        | Club Roeselare (WVl-1)           | K. SK Maldegem (P)           | 3-3          | 3-4    |
| 10       | Sijsele VV Damme (WVl-1)         | SK Eernegem (P)              | 0-1          |        |
| 11       | K. SV Bredene (WVl-2)            | K. SV Diksmuide (P)          | 0-7          |        |
| 12       | HO Oostveld Oedelem (WVl-3)      | K. Blue Star Poperinge (P)   | 1-4          |        |
| 13       | K.Sint-Eloois-Winkel Sport (P)   | R. SC Templeuvois (Hai-1)    | 3-0          |        |
| 14       | K. SC Menen (WVl-1)              | FC Brunehaut (Hai-2)         | 4-0          |        |
| 15       | AFC Etoiles d'Ere-Allain (Hai-3) | K. FC Varsenare (WVl-2)      | 1-4          |        |
| 16       | R. RC Gent-Zeehaven (P)          | K. VC Zwevegem Sport (WVl-1) | 1-1          | 3-1    |

### Groupe 2
- 24 clubs - 12 matches, concerne les équipes de Flandre orientale (19) et 5 équipes évoluant en Promotion (P)

| N° match | Équipe 1                               | Équipe 2                               | Score 90 min | T au B |
| -------- | -------------------------------------- | -------------------------------------- | ------------ | ------ |
| 17       | K. VV.Kl. Kemzeke (OVl-1)              | K. FC Jong VL. Kruibeke (OVl-1)        | 1-1          | 3-2    |
| 18       | K. VV Hou Ende Trou Zwijnaarde (OVl-4) | K. RC Bambrugge (OVl-1)                | 2-4          |        |
| 19       | K. SV Sottegem (OVl-1)                 | K. VK Svelta Melsele (OVl-1)           | 0-1          |        |
| 20       | K. Eendracht Opstal (OVl-1)            | K. VV Windeke (OVl-3)                  | 2-4          |        |
| 21       | K. FC Eendracht Zele (OVl-1)           | K. FC Merelbeke (OVl-1)                | 1-1          | 4-3    |
| 22       | Rapide Club Lebbeke (OVl-1)            | FC Daknam (OVl-3)                      | 5-1          |        |
| 23       | K. SK Lebbeke (OVl-2)                  | K. FC Sporting St-Gillis/Waas (P)      | 1-1          | 5-4    |
| 24       | K. FC Vrasene (OVl-1)                  | K. Eendracht Appelterre-Eichem (OVl-1) | 1-1          | 5-6    |
| 25       | SK Terjoden-Welle (P)                  | FC Wieze (OVl-3)                       | 9-0          |        |
| 26       | SV Voorde (OVl-1)                      | K. VC Jong Lede (P)                    | 3-0          |        |
| 27       | K. VK Ninove (OVl-1)                   | Verbroedering Meldert (P)              | 1-1          | 4-2    |
| 28       | SK Berlare (P)                         | SK Denderhoutem (OVl-3)                | 4-0          |        |

### Groupe 3
- 24 clubs - 12 matches, concerne les équipes du Brabant (17) et 7 équipes évoluant en Promotion (P)

| N° match | Équipe 1                  | Équipe 2                        | Score 90 min | T au B |
| -------- | ------------------------- | ------------------------------- | ------------ | ------ |
| 29       | VC Kester (Bbt-3)         | R. AS Saintoise (Bbt-3)         | 1-2          |        |
| 30       | K. SKL Ternat (P)         | K. Stade Bierbeek (Bbt-1)       | 2-1          |        |
| 31       | R. Léopold Uccle FC (P)   | K. HO Huizingen (Bbt-3)         | 4-0          |        |
| 32       | Dilbeek Sport (P)         | K. FC Wezembeek-Oppem (Bbt-2)   | 1-1          | 5-4    |
| 33       | R. FC Evere (Bbt-1)       | R. Union Auderghem (Bbt-3)      | 3-0          |        |
| 34       | Sp. Roosbeek (Bbt-3)      | R. SCUP Dieleghem Jette (Bbt-1) | 0-0          | 4-3    |
| 35       | Tempo Overijse (P)        | K. SK St-Paulus Opwijk (Bbt-1)  | 0-0          | 5-4    |
| 36       | FC Ganshoren (P)          | R. AS Jodoigne (Bbt-3)          | 6-0          |        |
| 37       | SK Verbrande Brug (Bbt-3) | R. CS Brainois (Bbt-1)          | 0-3          |        |
| 38       | Voorwaarts Mollem (Bbt-3) | K. Kampenhout SK (P)            | 0-3          |        |
| 39       | K. CS Machelen (Bbt-3)    | Racing Butsel (Bbt-3)           | 1-2          |        |
| 40       | K. Londerzeel SK (P)      | FC Saint-Michel (Bbt-3)         | 3-1          |        |

### Groupe 4
- 32 clubs - 16 matches, concerne les équipes d'Anvers (19) et 13 équipes évoluant en Promotion (P)

| N° match | Équipe 1                               | Équipe 2                             | Score 90 min | T au B |
| -------- | -------------------------------------- | ------------------------------------ | ------------ | ------ |
| 41       | K. FC Duffel (P)                       | K. SK 's Gravenwezel (Anv-1)         | 4-0          |        |
| 42       | K. VV Vosselaar (P)                    | Veerle Sport (Anv-4)                 | 6-0          |        |
| 43       | K. FC St-Lenaarts (P)                  | Sporting Tisselt (Anv-2)             | 3-2          |        |
| 44       | K. FC Oosterzonen Oosterwijk (P)       | K. Gooreind VV (Anv-1)               | 5-3          |        |
| 45       | VV Molenkring Lichtaart (Anv-4)        | K. FC Zwarte Leeuw (P)               | 1-3          |        |
| 46       | K. Berchem Sport 2004 (P)              | K. Nieuwmoer FC (Anv-1)              | 3-0          |        |
| 47       | K. Antonia FC (Anv-1)                  | K. Lyra TSV (P)                      | 1-1          | 0-3    |
| 48       | K. FC Beekhoek Sport (Anv-3)           | K. FC Verbroedering Arendonk(Anv-1)  | 1-0          |        |
| 49       | K. FC Lille (Anv-1)                    | FC Ekeren (Anv-2)                    | 0-1          |        |
| 50       | K. Berg en Dal VV (Anv-2)              | R. Cappellen FC (P)                  | 2-3          |        |
| 51       | White Star Schorvoort Turnhout (Anv-2) | K. Everbeur Sport Averbode (P)       | 0-3          |        |
| 52       | K. SK Oelegem (Anv-4)                  | K. FC De Kempen T-L (P)              | 1-3          |        |
| 53       | K. Witgoor Sport Dessel (P)            | K. Kalmthout SK (Anv-3)              | 1-0          |        |
| 54       | K. FC Zoerle Sport (Anv-4)             | K. VV Ons Genoegen Vorselaar (Anv-2) | 2-1          |        |
| 55       | FC Berlaar-Heikant (Anv-2)             | FC Mariekerke (P)                    | 1-0          |        |
| 56       | K. FC Katelijne-Waver (P)              | K. FC Broechem (Anv-3)               | 4-0          |        |

### Groupe 5
- 28 clubs - 14 matches, concerne les équipes du Brabant (1), du Limbourg (19) et 8 équipes évoluant en Promotion (P)

| N° match | Équipe 1                                 | Équipe 2                         | Score 90 min | T au B |
| -------- | ---------------------------------------- | -------------------------------- | ------------ | ------ |
| 57       | K. VV Weerstand Koersel (Lim-1)          | K. Excelsior SK Leopoldsburg (P) | 0-0          | 1-4    |
| 58       | VV THES Sport Tessenderlo (Lim-1)        | Waltwilder VV (Lim-1)            | 4-1          |        |
| 59       | K. Lutlommel VV (Lim-1)                  | K. Daring Huvo Jeuk (Lim-2)      | 2-0          |        |
| 60       | K. Herk-De-Stad FC (P)                   | RC Hades (Lim-1)                 | 1-1          | 3-4    |
| 61       | K. Overpeltse VV (P)                     | K. Vlijtingen VV (Lim-1)         | 1-0          |        |
| 62       | K. VV Verbroedering Maasmechelen (Lim-2) | K. Zonhoven V&V (Lim-1)          | 2-0          |        |
| 63       | Excelsior Veldwezelt (P)                 | SK Rooierheide (Lim-2)           | 11-1         |        |
| 64       | Lindelhoeven VV (Lim-1)                  | K. FC Esperanza Neerpelt (P)     | 1-3          |        |
| 65       | K. FC Diest (Bbt-1)                      | K. VK Beringen (Lim-2)           | 1-2          |        |
| 66       | Valencia VC Piringen (Lim-4)             | Sparta Walshoutem (Lim-3)        | 0-4          |        |
| 67       | K. Sporting Spalbeek (Lim-3)             | K. VK Wellen (Lim-1)             | 0-1          |        |
| 68       | K. Sportclub Tongeren (P)                | FC Torpedo Hasselt (Lim-1)       | 0-0          | 2-4    |
| 69       | K. VV Heusden-Zolder (Lim-1)             | Spouwen-Mopertingen (P)          | 0-4          |        |
| 70       | Groen Star Beek (Lim-1)                  | K. SK Bree (P)                   | 0-3          |        |

### Groupe 6
- 24 clubs - 12 matches, concerne les équipes du Hainaut (14), de Namur (7) et 3 équipes évoluant en Promotion (P)

| N° match | Équipe 1                            | Équipe 2                         | Score 90 min | T au B |
| -------- | ----------------------------------- | -------------------------------- | ------------ | ------ |
| 71       | US Solrézienne (Hai-1)              | US Neufvilloise (Hai-2)          | 3-1          |        |
| 72       | AS Ghlinoise (Hai-3)                | R. Soignies Sports (Hai-1)       | 1-3          |        |
| 73       | R. FCS Marcinelle (Hai-2)           | R. US Genly-Quevy 89 (Hai-1)     | 0-6          |        |
| 74       | R. Union St-Ghis.-Tertre-Hautr. (P) | R. FC Rapid Symphorinois (Hai-1) | 0-0          | 4-5    |
| 75       | Club Olympic Trivières (Hai-2)      | R. ES Acrenoise (P)              | 0-3          |        |
| 76       | R. SC Wasmes (Hai-3)                | Espoir Club Erpion (Hai-3)       | 1-2          |        |
| 77       | SC Montignies (Hai-2)               | Racing FC Fosses (Nam-2)         | 2-0          |        |
| 78       | R. FC.Bioul 81 (Nam-1)              | JS de Bray (Hai-2)               | 5-2          |        |
| 79       | FC Charleroi (P)                    | US Walcourt (Nam-2)              | 12-3         |        |
| 80       | US de Pesche "B" (Nam-3)            | R. FC Houdinois (Hai-1)          | 0-1          |        |
| 81       | Flavion Sport (Nam-3)               | R. FC Spy (Nam-1)                | 1-2          |        |
| 82       | R. Châtelet SC (Hai-2)              | R. Union Sambrevilloise (Nam-3)  | 4-0          |        |

### Groupe 7
- 35 clubs - 17 matches, concerne les équipes de Liège (17), du Luxembourg (1), de Namur (5) et 12 équipes évoluant en Promotion (P). Une équipe est "bye" et donc exemptée de ce tour.

| N° match | Équipe 1                                   | Équipe 2                               | Score 90 min | T au B |
| -------- | ------------------------------------------ | -------------------------------------- | ------------ | ------ |
| 83       | R. Jeunesse Aischoise (Nam-1)              | K. FC Weywertz (Liè-1)                 | 2-0          |        |
| 84       | R. US Loyers (Nam-1)                       | R. RC Hamoir (P)                       | 1-6          |        |
| 85       | R. Arquet FC (Nam-1)                       | R. Daring Club de Cointe-Liège (Liè-2) | 1-2          |        |
| 86       | Union des Clubs Espagnols Liégeois (Liè-3) | R. RC Mormont (P)                      | 0-5          |        |
| 87       | R. Spa FC (Liè-1)                          | R. FC Turkania Faymonville (P)         | 2-1          |        |
| 88       | R. FC Liège (P)                            | R. FC Vyle-Tharoul (Liè-1)             | 1-0          |        |
| 89       | FC Soumagne (Liè-3)                        | R. Alliance Mélen-Micheroux (Liè-2)    | 2-5          |        |
| 90       | R. FC Meux "B" (Nam-2)                     |                                        | Bye          |        |
| 91       | R. Avenir Fouron FC (Liè-2)                | Entente Hesbignonne Braives (Liè-2)    | 4-2          |        |
| 92       | R. CS Profondeville (Nam-1)                | R. Aywaille FC (P)                     | 2-0          |        |
| 93       | R. Etoile FC Wegnez (Liè-3)                | R. Entente Blégnytoise (P)             | 0-4          |        |
| 94       | R. FC 1912 Raeren (Liè-2)                  | R. Sprimont Comblain Sport (P)         | 1-3          |        |
| 95       | R. Harzé FC (Liè-3)                        | R. FC Sérésien (P)                     | 1-1          | 4-3    |
| 96       | R. Wallonia Walhain CG (P)                 | R. FC Warnant (Liè-1)                  | 3-0          |        |
| 97       | R. Entente Racing Club Amay (Liè-1)        | R. Etoile Elsautoise (P)               | 1-1          | 3-4    |
| 98       | Union Royale Namur (P)                     | R. Alliance FC Oppagne-Wéris (Lux-1)   | 1-5          |        |
| 99       | R. AF Franchimontois (Liè-2)               | R. FC Meux "A" (P)                     | 0-2          |        |
| 100      | AC Milanello Vottem (Liè-3)                | R. FC Tilleur St-Gilles (Liè-1)        | 0-4          |        |

### Groupe 8
- 24 clubs - 12 matches, concerne les équipes du Luxembourg (16) et de Namur (4) et 4 équipes évoluant en Promotion (P).

| N° match | Équipe 1                               | Équipe 2                                  | Score 90 min | T au B |
| -------- | -------------------------------------- | ----------------------------------------- | ------------ | ------ |
| 101      | R. CS Libramontois (Lux-1)             | R. Standard FC Bièvre (P)                 | 1-3          |        |
| 102      | R. OC Rochois (Lux-1)                  | US Beauraing 61 (Nam-1)                   | 3-2          |        |
| 103      | R. FC Messancy (Lux-2)                 | Etoile Sportive Bourcy (Lux-2)            | 3-2          |        |
| 104      | R. Union St-G Sinsin-Waillet (Nam-3)   | ES Wellinoise (Lux-1)                     | 0-4          |        |
| 105      | FC Bercheux (Lux-1)                    | SC Mussy (Lux-2)                          | 3-1          |        |
| 106      | R. ES Vaux-Noville (Lux-1)             | R. US Marbehan (Lux-2)                    | 1-0          |        |
| 107      | R. US Givry (P)                        | R. FC Compogne Bertogne (Lux-2)           | 10-0         |        |
| 108      | FC Jeunesse Lorraine Arlonaise (Lux-1) | Entente Sommenoise (Nam-2)                | 6-1          |        |
| 109      | R. RC Longlier (Lux-1)                 | JS Habaysienne (P)                        | 0-2          |        |
| 110      | R. ES Champlonaise (Lux-1)             | R. Jeunesse Rochefortoise-Jemelle (Nam-1) | 4-2          |        |
| 111      | ES Châtillon (Lux-2)                   | R. US d’Ethe-Belmont (Lux-2)              | 2-5          |        |
| 112      | R. Union Wallonne Ciney (P)            | R. ES Aubange (Lux-2)                     | 7-0          |        |

## 2etour
Pour les résultats de l'épreuve à partir des seizièmes de finale: voir Coupe de Belgique de football 2011-2012.
Ce deuxième tour est programmé le dimanche 7 août 2011 à 16 h 00. Toutefois, à la suite d'accords entre les clubs concernés, certaines parties se joueront le samedi 6. L'inversion du tirage au sort est possible en cas d'accord entre les deux équipes.
Pour ce tour, 56 rencontres opposent les 112 rescapés du tour initial. Ces équipes encore en lice sont 51 clubs de Promotion (sur 64) et 61 clubs provinciaux (sur 159).
Les "provinciaux" sont répartis comme suit: 37 de P1, 15 de P2, 8 de P3 et 1 de P4.

### Groupe 1
- 16 clubs - 8 matches, concerne les équipes rescapées du 1er tour de ce "Groupe 1".

| N° match | Équipe 1                        | Équipe 2                         | Score 90 min | T au B |
| -------- | ------------------------------- | -------------------------------- | ------------ | ------ |
| 113      | SK Eernegem (P)                 | FC Gullegem (WVL-1)              | 2-0          |        |
| 114      | K. Sporting West Harelbeke (P)  | K. SC Wielsbeke (P)              | 2-0          |        |
| 115      | K. VK Ieper (P)                 | K. FC Izegem (P)                 | 1-2          |        |
| 116      | K. Blue Star Poperinge (P)      | K.SV De Ruiter Roeselare (WVl-2) | 2-0          |        |
| 117      | K. Sint-Eloois-Winkel Sport (P) | K. FC Varsenare (WVl-2)          | 1-0          |        |
| 118      | K. SV Diksmuide (P)             | K. SK Maldegem (P)               | 2-2          | 3-5    |
| 119      | K. Sassport Boezinge (WVl-1)    | OMS Ingelmunster (WVl-1)         | 0-1          |        |
| 120      | R. RC Gent-Zeehaven (P)         | K. SC Menen (WVl-1)              | 0-0          | 3-4    |

### Groupe 2
- 12 clubs - 6 matches, concerne les équipes rescapées du 1er tour de ce "Groupe 2".

| N° match | Équipe 1                     | Équipe 2                               | Score 90 min | T au B |
| -------- | ---------------------------- | -------------------------------------- | ------------ | ------ |
| 121      | SK Berlare (P)               | SK Terjoden-Welle (P)                  | 1-3          |        |
| 122      | K. VV.Kl. Kemzeke (OVl-1)    | K. RC Bambrugge (OVl-1)                | 0-3          |        |
| 123      | K. VK Svelta Melsele (OVl-1) | Rapide Club Lebbeke (OVl-1)            | 2-5          |        |
| 124      | K. VK Ninove (OVl-1)         | K. SK Lebbeke (OVl-2)                  | 3-1          |        |
| 125      | K. VV Windeke (OVl-3)        | K. FC Eendracht Zele (OVl-1)           | 3-2          |        |
| 126      | SV Voorde (OVl-1)            | K. Eendracht Appelterre-Eichem (OVl-1) | 1-2          |        |

### Groupe 3
- 12 clubs - 6 matches, concerne les équipes rescapées du 1er tour de ce "Groupe 3".

| N° match | Équipe 1                | Équipe 2                | Score 90 min | T au B |
| -------- | ----------------------- | ----------------------- | ------------ | ------ |
| 127      | K. Londerzeel SK (P)    | R. Léopold Uccle FC (P) | 0-1          |        |
| 128      | K. SKL Ternat (P)       | Dilbeek Sport (P)       | 1-1          | 4-3    |
| 129      | R. CS Brainois (Bbt-1)  | FC Ganshoren (P)        | 0-3          |        |
| 130      | Tempo Overijse (P)      | K. Kampenhout SK (P)    | 0-0          | 5-4    |
| 131      | R. AS Saintoise (Bbt-3) | R. FC Evere (Bbt-1)     | 0-1          |        |
| 132      | Racing Butsel (Bbt-3)   | Sp. Roosbeek (Bbt-3)    | 2-0          |        |

### Groupe 4
- 16 clubs - 8 matches, concerne les équipes rescapées du 1er tour de ce "Groupe 4".

| N° match | Équipe 1                         | Équipe 2                       | Score 90 min | T au B |
| -------- | -------------------------------- | ------------------------------ | ------------ | ------ |
| 133      | FC Ekeren (Anv-2)                | K. Witgoor Sport Dessel (P)    | 0-2          |        |
| 134      | K. FC Beekhoek Sport (Anv-3)     | K. Lyra TSV (P)                | 1-0          |        |
| 135      | K. FC Katelijne-Waver (P)        | K. FC Zwarte Leeuw (P)         | 1-0          |        |
| 136      | K. FC De Kempen T-L (P)          | K. Berchem Sport 2004 (P)      | 1-2          |        |
| 137      | R. Cappellen FC (P)              | K. FC Zoerle Sport (Anv-4)     | 2-0          |        |
| 138      | K. VV Vosselaar (P)              | K. Everbeur Sport Averbode (P) | 1-1          | 8-9    |
| 139      | K. FC Oosterzonen Oosterwijk (P) | FC Berlaar-Heikant (Anv-2)     | 4-0          |        |
| 140      | K. FC St-Lenaarts (P)            | K. FC Duffel (P)               | 3-0          |        |

### Groupe 5
- 14 clubs - 7 matches, concerne les équipes rescapées du 1er tour de ce "Groupe 5".

| N° match | Équipe 1                         | Équipe 2                                 | Score 90 min | T au B |
| -------- | -------------------------------- | ---------------------------------------- | ------------ | ------ |
| 141      | Sparta Walshoutem (Lim-3)        | K. VK Wellen (Lim-1)                     | 2-3          |        |
| 142      | K. FC Esperanza Neerpelt (P)     | K. VK Beringen (Lim-2)                   | 1-0          |        |
| 143      | FC Torpedo Hasselt (Lim-1)       | RC Hades (Lim-1)                         | 0-5          |        |
| 144      | Excelsior Veldwezelt (P)         | VV THES Sport Tessenderlo (Lim-1)        | 4-0          |        |
| 145      | K. Excelsior SK Leopoldsburg (P) | K. Lutlommel VV (Lim-1)                  | 2-1          |        |
| 146      | K. SK Bree (P)                   | K. VV Verbroedering Maasmechelen (Lim-2) | 4-0          |        |
| 147      | K. Overpeltse VV (P)             | Spouwen-Mopertingen (P)                  | 2-3          |        |

### Groupe 6
- 12 clubs - 6 matches, concerne les équipes rescapées du 1er tour de ce "Groupe 6".

| N° match | Équipe 1                          | Équipe 2                     | Score 90 min | T au B |
| -------- | --------------------------------- | ---------------------------- | ------------ | ------ |
| 148      | FC Charleroi (P)                  | R. FC.Bioul 81 (Nam-1)       | 0-0          | 4-3    |
| 149      | R. ES Acrenoise (P)               | R. FC Spy (Nam-1)            | 1-1          | 5-4    |
| 150      | US Solrézienne (Hai-1)            | SC Montignies (Hai-2)        | 3-0          |        |
| 151      | R. Châtelet SC (Hai-2)            | Espoir Club Erpion (Hai-3)   | 0-0          | 4-5    |
| 152      | R. Soignies Sports (Hai-1)        | R. FC Houdinois (Hai-1)      | 2-1          |        |
| 153      | 'R. FC Rapid Symphorinois (Hai-1) | R. US Genly-Quevy 89 (Hai-1) | 1-2          |        |

### Groupe 7
- 18 clubs - 9 matches, concerne les équipes rescapées du 1er tour de ce "Groupe 7".

| N° match | Équipe 1                        | Équipe 2                               | Score 90 min | T au B |
| -------- | ------------------------------- | -------------------------------------- | ------------ | ------ |
| 154      | R. Wallonia Walhain CG (P)      | R. RC Mormont (P)                      | 1-0          |        |
| 155      | R. FC Meux "A" (P)              | R. Avenir Fouron FC (Liè-2)            | 5-0          |        |
| 156      | R. Spa FC (Liè-1)               | R. Daring Club de Cointe-Liège (Liè-2) | 2-3          |        |
| 157      | R. FC Meux "B" (Nam-2)          | R. CS Profondeville (Nam-1)            | 2-4          |        |
| 158      | R. Harzé FC (Liè-3)             | R. Alliance Mélen-Micheroux (Liè-2)    | 0-6          |        |
| 159      | R. Etoile Elsautoise (P)        | R. Jeunesse Aischoise (Nam-1)          | 2-1          |        |
| 160      | R. FC Liège (P)                 | R. Entente Blégnytoise (P)             | 0-1          |        |
| 161      | R. FC Tilleur St-Gilles (Liè-1) | R. Sprimont Comblain Sport (P)         | 0-6          |        |
| 162      | R. RC Hamoir (P)                | R. Alliance FC Oppagne-Wéris (Lux-1)   | 4-1          |        |

### Groupe 8
- 12 clubs - 6 matches, concerne les équipes rescapées du 1er tour de ce "Groupe 8".

| N° match | Équipe 1                     | Équipe 2                               | Score 90 min | T au B |
| -------- | ---------------------------- | -------------------------------------- | ------------ | ------ |
| 163      | R. ES Champlonaise (Lux-1)   | FC Bercheux (Lux-1)                    | 7-0          |        |
| 164      | R. ES Vaux-Noville (Lux-1)   | R. OC Rochois (Lux-1)                  | 3-1          |        |
| 165      | R. US d’Ethe-Belmont (Lux-2) | ES Wellinoise (Lux-1)                  | 2-2          | 1-3    |
| 166      | JS Habaysienne (P)           | FC Jeunesse Lorraine Arlonaise (Lux-1) | 2-3          |        |
| 167      | R. FC Messancy (Lux-2)       | R. Union Wallonne Ciney (P)            | 0-4          |        |
| 168      | R. Standard FC Bièvre (P)    | R. US Givry (P)                        | 1-3          |        |

## 3etour
Pour les résultats de l'épreuve à partir des seizièmes de finale: voir Coupe de Belgique de football 2011-2012.
Ce troisième tour marque la fin des « groupes géographiques ». L'épreuve devient « nationale ». 46 rencontres regroupent les 56 qualifiés du 2e tour et les 36 clubs de Division 3, qui entrent dans la compétition.
Ce tour est programmé le dimanche 14 août 2011 à 16 h 00. Toutefois, à la suite d'accords entre les clubs concernés, certaines parties se joueront le samedi 13. L'inversion du tirage au sort est possible en cas d'accords entre les deux équipes.
Ce 3e "round" concerne donc 92 clubs : les 36 de Division 3, 33 de Promotion (sur 64) et 23 provinciaux (sur 159).
Les "clubs provinciaux" sont répartis comme suit: 17 de P1, 2 de P2, 4 de P3.
| N° match | Équipe 1                               | Équipe 2                                 | Score 90 min | T au B      |
| -------- | -------------------------------------- | ---------------------------------------- | ------------ | ----------- |
| 169      | K. RC Bambrugge (OVl-1)                | K. SK Maldegem (P)                       | 4-0          |             |
| 170      | K. FC Vigor Wuitens Hamme (III)        | K. Berchem Sport 2004 (P)                | 3-0          |             |
| 171      | US Solrézienne (Hai-1)                 | K. FC Beekhoek Sport (Anv-3)             | 2-2          | 6-7         |
| 172      | R. FC Tournai (III)                    | RC Hades (Lim-1)                         | 1-0          |             |
| 173      | Excelsior Velwezelt (P)                | R. FC Meux (Nam-1)                       | 1-0          |             |
| 174      | K. FC Katelijne-Waver (P)              | Torhout 1992 KM (III)                    | 1-1          | 1-3         |
| 175      | K. FC Esperanza Neerpelt (P)           | R. Olympic Cl. Charleroi-March. (III)    | 1-1          | 4-2         |
| 176      | K. VV Windeke (OVl-3)                  | K. SC Grimbergen (III)                   | 0-1          |             |
| 177      | K. RC Mechelen (III)                   | FC Ganshoren (P)                         | 1-0          |             |
| 178      | K. St-Eloois-Winkel Sport (P)          | R. Union Saint-Gilloise (III)            | 1-1          | 4-5         |
| 179      | SK Terjoden-Welle (P)                  | K. SK Bree (P)                           | 3-1          |             |
| 180      | Spouwen-Mopertingen (P)                | FC Bleid-Gaume (III)                     | 1-1          | 4-5         |
| 181      | K. SV Bornem (III)                     | FC Charleroi (P)                         | 2-2          | 3-4         |
| 182      | OMS Ingelmunster (WVl-1)               | KV Woluwe-Zaventem (III)                 | 0-1          |             |
| 183      | Espoir Club Erpion (Hai-3)             | K. SC Menen (WVl-1)                      | 1-2          | "arrêté" () |
| 184      | R. Géants Athois (III)                 | K. Blue Star Poperinge (P)               | 2-1          |             |
| 185      | K. FC Oosterzonen Oosterwijk (P)       | R. JS Heppignies-Lambusart-Fleurus (III) | 1-6          |             |
| 186      | R. Cappellen FC (P)                    | R. Sprimont Comblain Sports (P)          | 4-1          |             |
| 187      | K. Witgoor Sport Dessel (P)            | R. CS Verviétois (III)                   | 2-2          | 4-5         |
| 188      | K. SK Ronse (III)                      | R. FC Evere (Bbt-1)                      | 4-0          |             |
| 189      | K. VK Wellen (Lim-1)                   | K. Sporting Kermt-Hasselt (III)          | 4-4          | 3-4         |
| 190      | R. ES Acrenoise (P)                    | K. Rupel Boom FC (III)                   | 1-3          |             |
| 191      | K. FC St-Lenaarts (P)                  | KV Turnhout (III)                        | 0-0          | 4-5         |
| 192      | R. Etoile Elsautoise (P)               | Hoogstraten VV (III)                     | 1-2          |             |
| 193      | R. FC Huy (III)                        | K. Everbeur Sport Averdode (P)           | 2-0          |             |
| 194      | R. Mouscron-Péruwelz (III)             | K. ESK Leopoldsburg (P)                  | 2-0          |             |
| 195      | SK Eernegem (P)                        | R. Entente Bertrigeoise (III)            | 1-3          |             |
| 196      | R. US Genly-Quevy 89 (Hai-1)           | R. US Givry (P)                          | 0-0          | 6-5         |
| 197      | Sporting West Harelbeke (P)            | K. VV Coxyde (III)                       | 2-2          | 4-2         |
| 198      | UR La Louvière Centre (III)            | R. Daring Club de Cointe-Liège (Liè-2)   | 0-0          | 0-3 ()      |
| 199      | ES Wellinoise (Lux-1)                  | R. Soignies Sports (Hai-1)               | 1-0          |             |
| 200      | K. SV Temse (III)                      | R. ES Championaise (Lux-1)               | 2-0          |             |
| 201      | R. ES Vaux-Noville (Lux-1)             | R. Wallonia Walhain CG (P)               | 1-6          |             |
| 202      | Rapide Club Lebbeke (OVl-1)            | K. Bocholter VV (III)                    | 0-2          |             |
| 203      | K. Patro Eisden Maasmechelen (III)     | Racing Butsel (Bbt-3)                    | 4-2          |             |
| 204      | Tempo Overijse (P)                     | K. Racing Waregem (III)                  | 1-1          | 4-3         |
| 205      | K. VK Ninove (OVl-1)                   | R. FC Union La Calamine (III)            | 0-2          |             |
| 206      | E. Eendracht Appelterre-Eichem (OVl-1) | K. OLSA Brakel (III)                     | 2-0          |             |
| 207      | K. FC Dessel Sport (III)               | R. Entente Blégnytoise (P)               | 1-0          |             |
| 208      | R. CS Profondeville (Nam-1)            | K.SV.Oudenaarde (III)                    | 1-4          |             |
| 209      | R. RC Hamoir (P)                       | K. Olympia SC Wijgmaal (III)             | 1-3          |             |
| 210      | R. Léopold Uccle FC (P)                | K. FC Izegem (P)                         | 5-4          |             |
| 211      | K. Diegem Sport (III)                  | K. SKL Ternat (P)                        | 1-0          |             |
| 212      | FC Jeunesse Lorraine Arlonaise (Lux-1) | KM SK Deinze (III)                       | 3-5          |             |
| 213      | R. Excelsior Virton (III)              | R. Alliance Melen-Micheroux (Liè-2)      | 4-2          |             |
| 214      | R. Union Wallonne Ciney (P)            | Verbroedering Geel-Meerhout (III)        | 3-5          |             |

## Replay3etour
La rencontre EC Erpion-K. SC Menen, arrêtée le dimanche précédent, a été rejouée le jeudi 18 août 2011.
| N° match | Équipe 1                   | Équipe 2            | Score 90 min | T au B |
| -------- | -------------------------- | ------------------- | ------------ | ------ |
| 183      | Espoir Club Erpion (Hai-3) | K. SC Menen (WVl-1) | 0-5          |        |

## 4etour
Pour les résultats de l'épreuve à partir des seizièmes de finale: voir Coupe de Belgique de football 2011-2012.
Ce quatrième tour comporte 32 rencontres entre les 46 qualifiés du 3e tour et les 18 clubs de Division 2 qui entrent dans la compétition.
Ce tour est programmé le dimanche 21 août 2011 à 16 h 00. Toutefois, à la suite d'accords entre les clubs concernés, certaines parties se joueront le samedi 20. L'inversion du tirage au sort est possible en cas d'accords entre les deux équipes.
À partir de ce 4e tour, si l'égalité subsiste à la fin des 90 minutes réglementaires, une prolongation de 2 x 15 minutes est disputée. Si la décision n'est pas encore tombée à l'issue des 120 minutes, il est alors procédé à une séance de tirs au but.
Ce 4e « round » concerne donc 64 clubs : les 18 Division 2, 30 de Division 3, 9 de Promotion (sur 64) et 7 provinciaux (sur 159).
Les « clubs provinciaux » sont répartis comme suit : 5 de P1, 1 de P2, 1 de P3.
| N° match | Équipe 1                                 | Équipe 2                               | Score 90 min | Score 120 min | T au B |
| -------- | ---------------------------------------- | -------------------------------------- | ------------ | ------------- | ------ |
| 215      | KV Woluwe-Zaventem (III)                 | R. Excelsior Virton (III)              | 1-4          |               |        |
| 216      | R. Union Saint-Gilloise (III)            | KV Oostende (II)                       | 0-0          | 0-1           |        |
| 217      | R. FC Union La Calamine (III)            | R. US Genly-Quevy 89 (Hai-1)           | 0-3          |               |        |
| 218      | K. Sporting Kermt-Hasselt (III)          | R. Antwerp FC (II)                     | 0-5          | FORFAIT       |        |
| 219      | K. Standaard Wetteren (II)               | K. Olympia SC Wijgmaal (III)           | 4-1          |               |        |
| 220      | R. Sporting du Pays de Charleroi (II)    | K. Eendracht Appelterre-Eichem (OVl-1) | 3-1          |               |        |
| 221      | R. Daring Club de Cointe-Liège (Liè-2)   | R. Cappellen FC (P)                    | 0-2          |               |        |
| 222      | K. RC Bambrugge (OVl-1)                  | R. White Star Woluwe FC (II)           | 0-3          |               |        |
| 223      | K. FC Dessel Sport (III)                 | R. FC Huy (III)                        | 6-0          |               |        |
| 224      | R. Léopold Uccle FC (P)                  | K. SK Ronse (III)                      | 1-2          |               |        |
| 225      | K. SV Roeselare (II)                     | Torhout 1992 KM (III)                  | 2-1          |               |        |
| 226      | K. FC Esperanza Neerpelt (P)             | VC Eendracht Aalst 2002 (II)           | 1-0          |               |        |
| 227      | K. Patro Eisden Maasmechelen (III)       | K. SC Grimbergen (III)                 | 4-0          |               |        |
| 228      | K. SC Menen (WVl-1)                      | K. FC Vigor Wuitens Hamme (III)        | 2-3          |               |        |
| 229      | FC Bleid-Gaume (III)                     | R. CS Visé (II)                        | 0-5          |               |        |
| 230      | KM SK Deinze (III)                       | Tempo Overijse (P)                     | 0-0          | 1-0           |        |
| 231      | K. RC Mechelen (III)                     | ES Wellinoise (Lux-1)                  | 8-0          |               |        |
| 232      | R. JS Heppignies-Lambusart-Fleurus (III) | K. VK Tienen (II)                      | 0-0          | 0-1           |        |
| 233      | FC Charleroi (P)                         | R. Wallonia Walhain CG (P)             | 2-1          |               |        |
| 234      | SK Terjoden-Welle (P)                    | AFC Tubize (II)                        | 2-2          | 2-2           | 2-4    |
| 235      | Hoogstraten VV (III)                     | FC Verbroedering Dender EH (II)        | 2-2          | 4-4           | 4-2    |
| 236      | R. FC Tournai (III)                      | FC Molenbeek Brussels Strombeek (II)   | 3-1          |               |        |
| 237      | K. Rupel Boom FC (III)                   | R. Boussu Dour Borinage (II)           | 3-0          |               |        |
| 238      | K. SV Temse (III)                        | K.SV.Oudenaarde (III)                  | 4-1          |               |        |
| 239      | R. Géants Athois (III)                   | K. FC Beekhoek Sport (Anv-3)           | 6-0          |               |        |
| 240      | Sporting West Harelbeke (P)              | R. CS Verviétois (III)                 | 1-1          | 3-1           |        |
| 241      | Excelsior Velwezelt (P)                  | K. Lommel United (II)                  | 1-2          |               |        |
| 242      | KV Red Star Waasland-SK.Beveren (II)     | Verbroedering Geel-Meerhout (III)      | 1-1          | 3-1           |        |
| 243      | K. Bocholter VV (III)                    | SK Sint-Niklaas (II)                   | 2-3          |               |        |
| 244      | R. Entente Bertrigeoise (III)            | K. AS Eupen (II)                       | 0-1          |               |        |
| 245      | KV Turnhout (III)                        | K. Diegem Sport (III)                  | 2-0          |               |        |
| 246      | K. SK Heist (II)                         | R. Mouscron-Péruwelz (III)             | 2-3          |               |        |

## 5etour
Ce cinquième tour comporte 16 rencontres entre les qualifiés du 4e tour. Les seize vainqueurs sont assurés d'affronter un club de Jupiler League lors des Seizièmes de finale.
Ce tour est programmé le dimanche 28 août 2011 à 16 h 00. Toutefois, à la suite d'accords entre les clubs concernés, certaines parties se joueront le samedi 27. L'inversion du tirage au sort est possible en cas d'accords entre les deux équipes.
Ce 5e « tour » concerne donc 32 clubs. Il reste en course 13 clubs de Division 2 (sur 18), 14 clubs de Division 3 (sur 36), 4 clubs de Promotion (sur 64) et 1 club des séries provinciales (sur 159).
Les derniers des "provinciaux" est la R. US Genly-Quevy 89 qui évolue en P1 Hainaut (5e niveau).
| N° match | Équipe 1                              | Équipe 2                        | Score 90 min | Score 120 min | T au B |
| -------- | ------------------------------------- | ------------------------------- | ------------ | ------------- | ------ |
| 247      | R. CS Visé (II)                       | KV Oostende (II)                | x-x          |               |        |
| 248      | K. AS Eupen (II)                      | R. US Genly-Quevy 89 (Hai-1)    | x-x          |               |        |
| 249      | AFC Tubize (II)                       | R. Excelsior Virton (III)       | x-x          |               |        |
| 250      | KM SK Deinze (III)                    | SK Sint-Niklaas (II)            | x-x          |               |        |
| 251      | KV Red Star Waasland-SK.Beveren (II)  | K. FC Vigor Wuitens Hamme (III) | x-x          |               |        |
| 252      | R. FC Antwerp (II)                    | FC Charleroi (P)                | x-x          |               |        |
| 253      | R. Mouscron-Péruwelz (III)            | K. VK Tienen (II)               | x-x          |               |        |
| 254      | K. SV Roeselare (II)                  | R. FC Tournai (III)             | x-x          |               |        |
| 255      | K. Patro Eisden Maasmechelen (III)    | K. FC Dessel Sport (III)        | x-x          |               |        |
| 256      | K. Lommel United (II)                 | K. FC Esperanza Neerpelt (P)    | x-x          |               |        |
| 257      | R. White Star Woluwe FC (II)          | K. SK Ronse (III)               | x-x          |               |        |
| 258      | K. RC Mechelen (III)                  | K. SV Temse (III)               | x-x          |               |        |
| 259      | R. Cappellen FC (P)                   | K. Rupel Boom FC (III)          | x-x          |               |        |
| 260      | R. Géants Athois (III)                | Sporting West Harelbeke (P)     | x-x          |               |        |
| 261      | R. Sporting du Pays de Charleroi (II) | KV Turnhout (III)               | x-x          |               |        |
| 262      | Hoogstraten VV (III)                  | K. Standaard Wetteren (II)      | x-x          |               |        |